# Ташкентский переулок
Ташке́нтский переу́лок (название утверждено 3 сентября 1968 года) — улица в Москве в районе Выхино-Жулебино Юго-Восточного административного округа между Ташкентской улицей и кварталом 134А Самаркандского бульвара. Назван по Ташкентской улице, к которой примыкает.

## Инфраструктура
Жилые дома по улице обслуживают школа № 1363, школа № 1350, детские сады: № 414, 1095, гипермаркетом Eurospar.

## Транспорт

### Метро
Станция метро «Юго-Восточная» Некрасовской линии.

### Автобус
- 143: Саратовская улица — Сормовская улица
- 731: 138-й квартал Выхина — станция метро «Выхино»
- 208: Платформа «Новогиреево» — Сормовская улица